# 조윤호 (종교인)
조윤호(趙--, 1848년 ~ 1866년 12월 23일)는 조선의 천주교 박해 때에 순교한 한국 천주교의 103위 성인 중에 한 사람이다. 세례명은 요셉(Ioseph)이다.

## 생애
조윤호는 1848년에 충청남도 아산시 신창면에서 모태 신자로 태어났다. 1864년, 그는 부친 조화서 베드로를 따라 전라북도 전주시 근처의 성지동 교우촌으로 이사하였다. 그는 교우 처녀 이 루시아와 결혼하였고, 부모와 함께 살았다.
조윤호는 깊은 신앙을 갖고 있었고, 자신의 아버지를 닮아 매우 용감하고 정직하였다. 그의 온가족은 천주교 신자로서의 의무를 충실히 수행하였다.
1866년 12월 5일 성지동을 습격한 포졸들에게 그의 아버지 조화서가 몇몇 교우와 함께 체포되어 심문받고 있을 때, 그는 그 집으로 들어왔다. 조화서가 아들 조윤호에게 도망치라고 말했지만, 조윤호는 그러지 않았다. 아버지와 아들은 그들의 신앙을 지키기 위해 서로를 격려하였다. 조윤호는 포졸들에게 자신은 조부로부터 천주교 교리를 배웠다고 말했고, 어떠한 천주교 서적도 갖고 있지 않다고 말했다. 그들은 그에게 배교를 강요하며 극심히 고문했지만, 그는 굴복하지 않았다. 그는 그의 아버지와 정원지, 이명서 등의 교우들과 함께 전주 감영의 감옥으로 압송되었다.
조윤호는 온갖 고문에도 불구하고, 강하고 용감하게 그의 신앙을 지켰다. 어느날 그는 그의 아버지가 사형장으로 압송되는 것을 보았는데, 관아에다 자신도 함께 데려가 달라며 요청했지만, 당시 조선의 형법에 아버지와 아들을 같은 곳에서 한 날에 처형하는 것은 금지되어 있었기에, 그럴 수 없었다. 관장은 조윤호에게 배교를 하면 압류된 모든 가산을 되돌려 주겠다고 했지만, 조윤호 그의 말을 듣지 않았다. 사형장으로 향하는 길에, 형리들은 그의 목에 칼을 채워 달려서 그를 지치게 했다.
사형장에서도 관장은 재차 배교를 하면 모든 가산을 되돌려 주겠다고 말했지만, 조윤호는 강하게 거부했다. 조윤호는 매우 경건한 태도로 십자성호를 긋고, 마지막 식사를 하였다. 1866년 12월 23일 전주 서문 밖 숲정이에서 그는 매우 격심하게 곤장을 맞았고, 참수형을 받아 순교하였다. 그때 그의 나이는 19세였다. 따라서 조윤호와 그의 아버지 그리고 그의 할아버지까지 3대가 순교의 영광을 얻었다.

## 시복 · 시성
조윤호 요셉은 1968년 10월 6일에 성 베드로 대성당에서 교황 바오로 6세가 집전한 24위 시복식을 통해 복자 품에 올랐고, 1984년 5월 6일에 서울특별시 여의도에서 한국 천주교 창립 200주년을 기념하여 방한한 교황 요한 바오로 2세가 집전한 미사 중에 이뤄진 103위 시성식을 통해 성인 품에 올랐다.

## 참고 문헌
- 가톨릭 사전: 조윤호
- Catholic Bishop's Conference Of Korea. 103 Martryr Saints: 조윤호 요셉 Ioseph Cho Yun-ho 보관됨 2015-02-08 - 웨이백 머신